# John Bates Clark-érem
A John Bates Clark-érem az American Economic Association kitüntetése, melyet kétévente páratlan években ítéltek oda 2009-ig. 2010 óta minden évben kiosztják. Az az amerikai közgazdász kaphatja, aki 40 év alatti és jelentős eredményt ért el a közgazdaságtan területén. A díj névadója az amerikai neoklasszikus közgazdaságtan nagy alakja, John Bates Clark (1847–1938). A Közgazdasági Nobel-emlékdíj mellett ennek a díjnak van a legnagyobb presztízse a közgazdaságtani világban. Sok díjazott később megkapta a Nobel-díjat is.

## A díjazottak
zárójelben a Nobel-díj elnyerésének az időpontja
- 2022 Oleg Itskhoki
- 2021 Isaiah Andrews
- 2020 Melissa Dell
- 2019 Emi Nakamura
- 2018 Parag Pathak
- 2017 Dave Donaldson
- 2016 Yuliy Sannikov
- 2015 Roland G. Fryer Jr.
- 2014 Matthew Gentzkow
- 2013 Raj Chetty
- 2012 Amy Finkelstein
- 2011 Jonathan Levin
- 2010 Esther Duflo (2019)
- 2009 Emmanuel Saez
- 2007 Susan Athey
- 2005 Daron Acemoglu
- 2003 Steven Levitt
- 2001 Matthew Rabin
- 1999 Andrei Shleifer
- 1997 Kevin Murphy
- 1995 David Card
- 1993 Lawrence Summers
- 1991 Paul Krugman (2008)
- 1989 David Kreps
- 1987 Sanford Grossman
- 1985 Jerry Hausman
- 1983 James Heckman (2000)
- 1981 Michael Spence (2001)
- 1979 Joseph Stiglitz (2001)
- 1977 Martin Feldstein
- 1975 Daniel McFadden (2000)
- 1973 Franklin Fisher
- 1971 Dale Jorgenson
- 1969 Marc Leon Nerlove
- 1967 Gary Becker (1992)
- 1965 Zvi Griliches
- 1963 Hendrik Houthakker
- 1961 Robert Solow (1987)
- 1959 Lawrence Klein (1980)
- 1957 Kenneth Arrow (1972)
- 1955 James Tobin (1981)
- 1953 Nem osztották ki
- 1951 Milton Friedman (1976)
- 1949 Kenneth Boulding
- 1947 Paul Samuelson (1970)